# Outside the Law

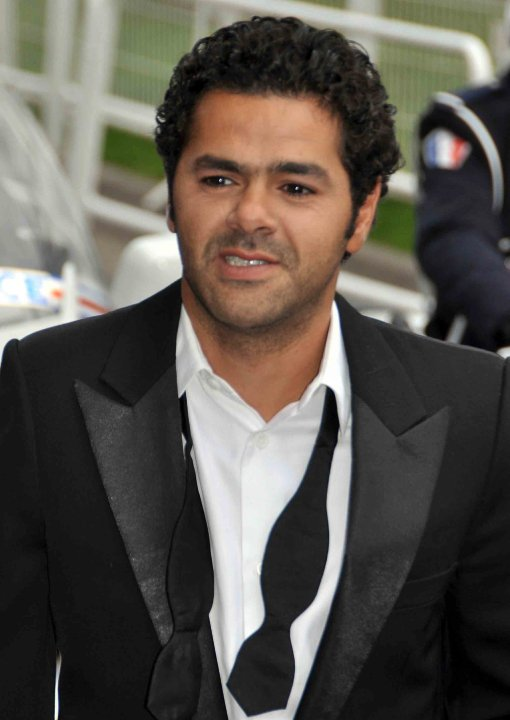
Jamel Debbouze vid filmfestivalen i Cannes vid filmpremiären.

Outside the Law, som TV-serie Utanför lagen (originaltitel: Hors-la-loi) är en dramafilm från 2010 regisserad av Rachid Bouchareb, med skådespelare som Jamel Debbouze, Roschdy Zem och Sami Bouajila. Historien äger rum mellan 1945 och 1962 och fokuserar på tre algeriska bröders liv i Frankrike, utspelat mot bakgrund av den algeriska frihetsrörelsen och Algerietrevolten.

## Om filmen
Filmen är en fristående fortsättning på Boucharebs film från 2006, Indigènes ("Infödd soldat"), som utspelade sig under andra världskriget. Den var huvudsakligen franskproducerad, med medproducenter i Algeriet, Tunisien och Belgien. Ett historiskt okonventionellt porträtt av Sétifmassakern 1945 satte igång en politisk kontrovers i Frankrike. När filmen visades vid filmfestivalen i Cannes 2010 demonstrerade franska krigsveteraner och högerpolitiker, som kallade den "antifransk". Bouchareb kontrade med att säga att kritikerna först borde se filmen, och sade att han hade hoppats på att filmen skulle skapa debatt. Han sade vidare: 
| ” | Det sas om "Infödd soldat" att den var antifransk. Det var den inte och det är inte heller "Outside the Law". Den visas dessutom på en fransk filmfestival, och den är delvis bekostad med franska pengar. Jag hyser inga fientliga känslor mot Frankrike. | „ |

Filmen representerade Algeriet vid Oscarsgalan 2011, där den var nominerad till en Oscar för bästa utländska film.

## Rollista
- Jamel Debbouze – Saïd
- Roschdy Zem – Messaoud
- Sami Bouajila – Abdelkader
- Bernard Blancan – Colonel Faivre
- Chafia Boudraa – modern
- Sabrina Seyvecou – Hélène
- Assaad Bouab – Ali
- Thibault De Montalembert – Morvan
- Samir Guesmi – Otmani
- Jean Pierre Lorit – Picot
- Ahmed Benaissa – fadern
- Larbi Zekkal – Le caïd
- Louiza Nehar – Zohra
- Mourad Khen – Sanjak
- Mohamed Djouhri – tränaren
- Mustapha Bendou – Brahim
- Abdelkader Secteur – Hamid